# 非凡電視台
飛凡傳播股份有限公司 （英語：Unique Broadcasting Inc.），是台灣的一家有線電視台，由黃崧創立經營，主要製作財經相關節目。黃崧早期以新台幣三十五萬元起家賣書，之後創立非凡電視，靠著財經專業台的定位做出市場區隔而积累资金，其后開始進行事業版圖多角化經營，其中較大的轉投資事業為創立財經雜誌《非凡新聞周刊》；現亦為台灣六家無線電視台之一的臺灣電視公司之最大股東。

## 簡介
非凡電視台為飛凡傳播股份有限公司所經營之電視台，英文名稱為Unique Satellite Television, 英文簡寫為USTV，非凡電視台經營兩個頻道，分別是非凡商業台及非凡新聞台，目前非凡新聞台在有線電視中定頻在58頻道，非凡商業台則多數在89或90台。
非凡電視台由黃崧擔任董事長兼任總經理，黃崧以新台幣30萬元白手起家。民國八十六年黃崧榮獲第十九屆青年創業楷模，民國八十七年當選十大傑出青年。
非凡電視台公司的組織可分為財務部、管理部、新聞部、企劃部、節目部、工程部、資訊研發部、業務部，及新竹科學園區新聞中心。
在硬體設備方面，包括攝影棚七座；剪接室六間、SNG車三部，另外還有後製中心、製播中心及動畫室等。
非凡電視台全臺戶數普及率達99.9%，非凡商業台播出之內容偏向股市、匯市、基金、衍生性金融商品等等各項投資工具，做深入淺出的介紹及分析。非凡新聞台則是提供全天候的新聞、全球性的觀點。
非凡電視台曾舉辦全臺走透透投資講座及台北國際會議中心年度大型演講，早中晚三場超過萬人參加；並曾參與傑出基金獎、保險信望愛獎、經濟部產業科技研發成果聯合表揚活動等活動的策劃及轉播。

## 發展歷程

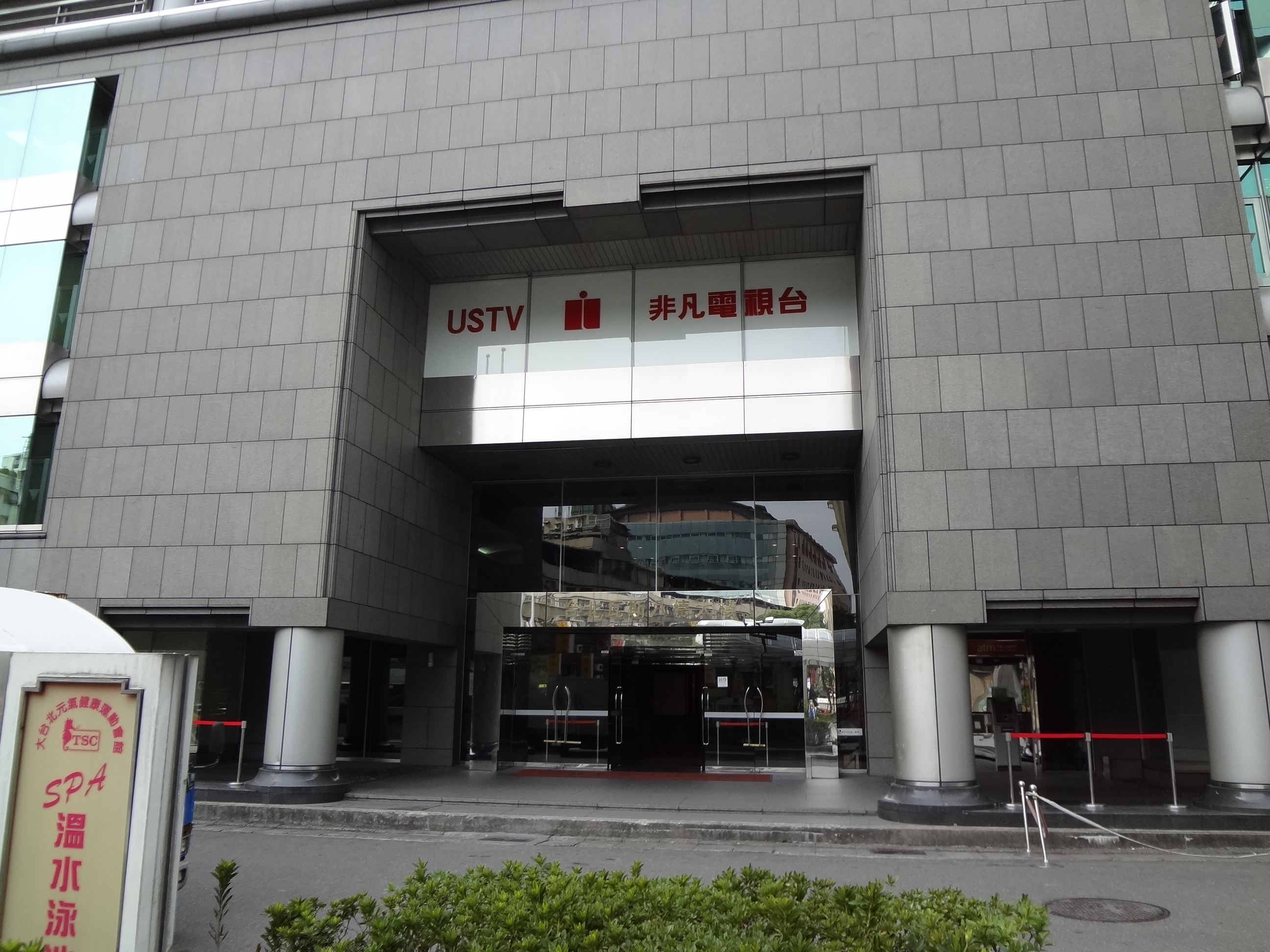
非凡電視台總部位於台北瓦斯八德大樓3樓

- 1989年：黃崧創立非凡出版社，出版物為以財經股市為主的書籍。
- 1992年：有鑑於出版市場逐漸萎縮，非凡出版社逐漸改型為飛凡傳播股份有限公司，開始涉足影像傳播領域。當時有線電視（俗稱第四台）尚未合法，而非凡初期所製作之股市解盤錄影帶風靡全台股票族；「跑帶」期間，當時跑帶一天要跑140卷錄影帶，也就是說全台有140家第四台看得到非凡的節目。
- 1995年3月：為爭取時效，非凡商業頻道透過亞太一號人造衛星傳送節目訊號，與華人衛星電視傳播機構（CSTV）系列頻道等頻道成為國內第一批以衛星直播的頻道。同年，非凡總部從台北市和平東路冠德大樓喬遷至台北市光復北路新光大樓。自製節目《錢市金聲》、《經典人物》榮獲行政院新聞局第一屆優良有線電視節目獎。
- 1997年：非凡新聞網開播，是台灣第一個本土的專業財經新聞網，主要播放產業資訊節目與財經新聞節目。新竹、台中、高雄採訪中心亦相繼成立。
- 1997年6月：《非凡商業周刊》創刊。
- 2000年3月：非凡衛星電視台更名為非凡電視台。
- 2002年：非凡國際台開播。
- 2005年：非凡新聞台定頻第58頻道。
- 2006年4月19日：《非凡新聞e周刊》（後改名《非凡新聞周刊》，2011年6月停刊）創刊。
- 2007年4月：非凡國際科技以新台幣17.4億元標得臺灣電視公司近26%的股份，正式進軍無線電視台。

## 旗下頻道
- 非凡商業台
- 非凡新聞台

## 發行刊物
- 非凡商業周刊（Unique Business Weekly）[1][2][3]
- 非凡新聞周刊（UBN Weekly）（2011.06停刊）

## 參看
- 非凡新聞

## 外部連結
- 非凡電視台官網 （页面存档备份，存于）
- 非凡電視台的Facebook專頁
- YouTube上的非凡電視台頻道